# Ciumali, Zbaraj
Ciumali (în ucraineană Чумалі) este un sat în comuna Novîkî din raionul Zbaraj, regiunea Ternopil, Ucraina.

## Demografie
Componența lingvistică a localității Ciumali
     Ucraineană (99,63%)
     Alte limbi (0,37%)
Conform recensământului din 2001, majoritatea populației localității Ciumali era vorbitoare de ucraineană (99,63%), existând în minoritate și vorbitori de alte limbi.